# Selsovět
Selsovět nebo také vesnický sovět či vesnická rada (zkráceně v cyrilici с/с; rusky сельсовет, сельский совет; bělorusky сельсавет, сельскi савет; ukrajinština сільрада, сільська рада) je orgán místní samosprávy nebo administrativně-územní celek v některých zemích bývalého Sovětského svazu, konkrétně v Rusku, v Bělorusku a na Ukrajině. V minulosti se toto označení používalo v celém Sovětském svazu.

## Selsověty po rozpadu SSSR

### Bělorusko
V Bělorusku jsou selsověty nejnižší administrativní územní jednotkou, které se nacházejí pod správou rajónu. Sdružují na svém území několik vesnic nebo sídel. Adminsitrativním strem selsovětu je podle zákona zemědělské sídlo (aгрогородок), a v případě jeho absence i další osady na území vesnické rady. Správním orgánem je Rada lidových představitelů (Савет народных дэпутатаў). Dne 1. února 2008 bylo v Bělorusku 1 465 těchto Rad.
Dne 1. ledna 1999 bylo v Bělorusku 1 456 selsovětů (podle jiných zdrojů 1506), dne 1. ledna 2003 – 1427, dne 1. ledna 2004 – 1 439, dne 1. říjen 2004 – 1 390, dne 1. ledna 2007 – 1446 (včetně passovětů), dne 1. ledna 2008 – 1358, k 1. lednu 2010 – 1 346.
V období před rozpadem SSSR bylo 2. ledna 1925 v Běloruské SSR 1 202 selsovětů, k 1. lednu 1926 – 1 202, k 1. lednu 1931 – 1 418, k 1. říjnu 1938 – 1420, dne 1. ledna 1941 – 2 808, k 1. lednu 1947 – 2 522, k 1. lednu 1987 – 1502.
Zajímavosti
- V Bělorusku k nejčastějším názvům selsovětů k 1. ledna 2010 patřily Akcjabarský selsovět, kterých bylo celkem 9. Následoval Navasjolkaŭský selovět s 8; Kaměnský a Leninský se 6; Zaleský a Pěršamajski s 5; Haradzecký, Zabalacký, Kiraŭský, Navadvorský a Parecký se 4
- V Bělorusku existuje několik vesnických rad, které spravují pouze jeden sídelní útvar (k 1. lednu 2010): Abroŭský, Bahdanaŭský, Hluškavický, Navazasimavický, Paviccjeŭský nebo Radzivilavický selsovět
- Nejvyšší počet selsovětů na oblast: Minská oblast se 308 selsověty (k 1. lednu 2004)
- Nejnižší počet selsovětů na oblast: Hrodenská oblast se 189 selsověty (k 1. lednu 2004)
- Největší počet selsovětů na rajón: Pinský rajón s 24 selsověty (k 1. lednu 2010), po kterém následují Baranavický rajón s 21 selsověty; k 1. lednu 2003 měla nejvíce selsovětů Homelská oblast (25)
- Nejnižší počet selsovětů na rajón (k 1. lednu 2010): Naraŭljanský rajón (4); Drybinský, Krasnapolský, Kryčaŭský, Slaŭharadzký a Čerykaŭský rajón (5); k 1. lednu 2003: Kryčaŭský, Naraŭljanský a Čerykaŭský rajón (5)

### Rusko
Selsověty přetrvávaly na většině území Ruské federace až do poloviny 90. let 20. století. Po přijetí Federálního zákona „O obecných principech místní samosprávy v Ruské federaci“ ze dne 28. srpna 1995 № 154 byly nahrazeny venkovskými okruhy. V některých subjektech Ruské federace přetrvalo slovo „сельсовет“ až do současnosti a používá se ve jménech vesnických okresů. V hovorové řeči je slovem „сельсовет“ často označována jako venkovská správa nebo venkovský komunální útvar, i když nemá toto slovo ve svém oficiálním názvu.

### Ukrajina
Zákon Ukrajiny „O místní samosprávě na Ukrajině“ ze dne 21. května 1997 definoval systém místních samospráv v zemi, včetně povahy selsovětu (сільська рада). Selsovět je orgán místní samosprávy, který zastupuje venkovskou komunitu a vykonává svým jménem a ve svém zájmu funkce a pravomoci místních samospráv. Vesnický selsovět je právnická osoba. V roce 2007 bylo na Ukrajině celkem 10 281 selsovětů. V roce 2012 jich bylo 10 278.